# Jean de Montrelais
Jean de Montrelais,  mort le 13 septembre 1391, est un prélat breton du XIVe siècle. Il est un frère du cardinal Hugues de Montrelais et un frère uterin de l'évêque Bonabius de Rochefort, futur évêque de Nantes.

## Biographie
Jean de Montrelais est le fils cadet de Renaud de Montrelais et de Marie d'Ancenis. Il est fait évêque de Vannes le 10 novembre 1378 par  Clément VII dont son frère le cardinal Hugues de Montrelais est un fidèle. Dès le 20 octobre 1382 il permute son siège avec Simon de Langres, évêque de Nantes . Il prend possession de sa cité épiscopale le 4 avril 1384 et prête serment au duc en mai 